# Ellis Fröder
Ellis Fröder (* 1956 in Mainz) ist eine deutsche Journalistin.

## Leben
Nach ihrem Studium der Germanistik, Politikwissenschaften und Ethnologie in Mainz und Berlin und einem Volontariat beim SWF war Ellis Fröder Redakteurin beim SWF und beim HR. 1992 wurde sie Moderatorin und freie Redakteurin für das WDR 2 Morgenmagazin und wechselte 2000 als Redakteurin und stellvertretende Leiterin in die WDR-Programmgruppe Zeitgeschehen aktuell, wo sie für die Tagesschau und die Tagesthemen verantwortlich war. Ab 2008 war Fröder Redaktionsleiterin des ARD-Presseclub. Von 2012 bis Oktober 2017 war Ellis Fröder Leiterin des ARD-Studios in Paris. Im November 2017 wechselte sie ins ARD-Hauptstadtstudio nach Berlin. Spätestens seit 2021 arbeitet sie für Monitor.